# Aprepodoxa glycitis
Aprepodoxa glycitis är en fjärilsart som beskrevs av Edward Meyrick 1928. Aprepodoxa glycitis ingår i släktet Aprepodoxa och familjen vecklare. Inga underarter finns listade i Catalogue of Life.